# Cecropia distachya
Cecropia distachya là loài thực vật có hoa trong họ Tầm ma. Loài này được Huber mô tả khoa học đầu tiên năm 1910.